# 福田拓泉
福田 拓泉（ふくだ たくせん、本名：福田 勝美（ふくだ かつみ）、1927年〈昭和2年〉9月4日 -  ）は、東京都足立区出身の、日本の政治運動家、特種株主、日本国民権利擁護連盟幹事長（城東支部長）、元漁船員、東京都水道局元職員。長大な名称が特徴的な数々の政治団体を立ち上げ、広範な人的連帯の下、旺盛な政治活動を展開した。
妻は福田 撫子（ふくだ なでしこ、本名：福田 厚子、1943年〈昭和18年〉7月9日 -  ）で、拓泉と同じく日本の政治運動家。洋裁教室経営。

## 政治団体
以下は福田夫妻が主宰した政治団体の一部で、国政選挙に立候補歴のあるもの。いわゆるミニ政党と呼ばれるものである。
- 田中角栄を追放する勝手連→田中角栄を政界から追放する勝手連
- 社会を明るく住みよくする全国婦人の会
- 正義と人権を守り明日の日本を考える救国斬奸党
- 全婦会救国党ミニ政党悪税消費税反対大連合
- 北方領土返還推進連盟

これらの他、政治団体名簿に記載されたものだけでも20内外存在したが、実態同一と思しい。また、『日本教育正常化促進連盟』の設立当時の事務所所在地が福田夫妻の住所にあった他、『老人福祉党』の代表を1987年から1988年の間務めていた。

## 沿革
- 1983年、文京区長選挙に、福田撫子が『田中角栄を追放する勝手連』公認で立候補、2256票で落選。
- 1983年、東京都知事選挙に、福田拓泉が『日本国民権利擁護連盟』公認で立候補、2725票で落選。
- 1983年、第13回参議院議員通常選挙に、『田中角栄を政界から追放する勝手連』（略称「勝手連」）から比例代表に福田拓泉が、選挙区には福田撫子（東京都選挙区）ら9名が立候補し、金権政治打破による政界浄化を厳しい口調で訴えたが、全員落選。

同選挙終了後、同党公認候補者だった者が「知らぬ間に立候補させられていた」と福田夫妻を告訴し、取締当局が捜査に乗り出す事態に至るも、起訴を免れる。同様の先例を参照されたい。
- 1985年、東京都千代田区長選挙に、福田拓泉が『北方領土返還推進連盟代表』として、更に及川美千子が『日本国民権利擁護連盟』の公認で立候補し、共に落選。
- 1986年、第14回参議院議員通常選挙では、福田拓泉が『正義と人権を守り明日の日本を考える救国斬奸党』（略称「救国党」）から比例代表に（他に比例代表8名、東京都選挙区1名＝深作清次郎）、福田撫子は『社会を明るく住みよくする全国婦人の会』（略称「全婦会」）から東京都選挙区に（他に比例代表9名）、それぞれ立候補したが、全員落選。

また同選挙では、『日本教育正常化促進連盟』（代表：石川佐智子、次の1989年の参院選では『大行社政治連盟』の代表）をも支援。
- 1989年、第15回参議院議員通常選挙においては、福田拓泉系の『正義と人権を守り明日の日本を考える救国斬奸党』と、福田撫子系の『社会を明るく住みよくする全国婦人の会』とが合同した『全婦会救国党ミニ政党悪税消費税反対大連合』（略称「全婦会」）から、東京都選挙区に福田撫子が、比例代表では福田拓泉を含む9人が、それぞれ立候補し、消費税導入白紙撤回と、リクルート事件に関与した議員の政界からの追放を訴えたが、選挙区、比例代表区とも全員落選。

更に、花輪治三らにも協力し、『エイズ根絶性病撲滅国民運動太陽新党』（略称「太陽新党」）として活動させる。
- 1991年、東京都知事選挙に、福田拓泉が『大日本誠流社』公認、『北方領土返還推進連盟』推薦で立候補し、1190票で落選。
- 1992年、第16回参議院議員通常選挙に、福田拓泉は『日本世直し党』公認で神奈川県選挙区から、福田撫子は『老人福祉党』公認で比例代表区から立候補したが、落選。なお、この選挙では2人とも本名で立候補し、『日本世直し党』と『老人福祉党』の掲げる福祉中心の政策に同調した、穏便な選挙公報・政見放送に留まった。
- 1995年頃、東京都足立区から、宮崎県都城市（有田正憲の本拠地）へ移住。
- 1997年、宮崎県議会議員補欠選挙（都城市選挙区）に、福田拓泉が一旦は出馬表明したものの、結局断念した。

以上、立候補した全ての選挙において、法定得票数未達で供託金を没収された。

## その他
- 選挙公報は概ね、新聞・週刊誌のショッキングな見出しの切り張りに、軍服に似た姿の福田拓泉の写真を掲げ、自ら手描きで作成していた。そのため、日本語としてチグハグな文句も散見された。
- 政見放送の内容も、街宣口調の示威的で迫力あるものだった。
- 1989年の参議院選挙では、最も長い政党名が話題を呼んだ。民放の選挙特集番組では、選挙戦のさなかタオルで汗をぬぐっている姿が、秒単位ではあるが放映されている。
- 朝日新聞の立候補者インタビューに於いて、「拓泉」とは趣味である古銭採集の際、名乗る称号と自ら説明していた。